# Joyent
Joyent Inc. – amerykańskie przedsiębiorstwo informatyczne, które założył David Paul Young w końcówce 2004 roku. Specjalizujące się w rozwoju głównie otwartego oprogramowania z zakresu wirtualizacji i przetwarzania w chmurze.
15 czerwca 2016 przedsiębiorstwo zostało przejęte przez Samsung Electronics.

## Produkty
Do najważniejszych produktów nad którymi firma pracowała lub sponsorowała rozwój należy zaliczyć:
- Node.js[3][4]
- illumos oraz SmartOS[5]
- Triton